# ムンバイCSMT-ソーラープル・ヴァンデ・バーラト急行
ムンバイCSMT-ソーラープル・ヴァンデ・バーラト急行（英語: Mumbai CSMT–Solapur Vande Bharat Express）は、インドの長距離電車急行であるヴァンデ・バーラト急行の1つ。ムンバイとソーラープルの間を結ぶ。

## 概要
2023年2月10日に設定され、翌2月11日から本格的な営業運転が開始された、9番目となるヴァンデ・バーラト急行。ムンバイのチャトラパティ・シヴァージー・ターミナス駅とソーラープル駅間、455 kmの区間を6時間30分かけて走行しており、従来の列車から約1時間25分所要時間が短縮している。ソーラープル駅方面の列車（22225列車）は水曜日、チャトラパティ・シヴァージー・ターミナス駅方面（22226列車）は木曜日を除いた週6日に運行され、都市間の移動に加えて沿線のシュリ・ヴィッタール・ルクミニ寺院（Sir Vitthal Rukmini temple）への観光・巡礼客の需要も見込んでいる。